# Tintorero (Venezuela)
Tintorero es una localidad ubicada en el municipio Jiménez del estado Lara, en Venezuela. Específicamente a 20 minutos de la capital estadal Barquisimeto. Tintorero es conocida por la venta de artesanía, en especial el tejido que se inician de los indígenas que usaban el algodón para tejer hamacas y chinchorros, estos aborígenes suplantaron los telares de cintura por el telar de dos hileras y pedales. Tintorero debe su nombre a la tinta, la cual ha sido usada para pintar los hilos y tejidos que los habitantes de este poblado crean, la variedad de colores usados por los artesanos hizo de este nombre una excelente aplicación. Muchos años atrás se tejía con lana de oveja, hoy eso ha cambiado y se trabaja el hilo pabilo.

## Ubicación y accesos
Tintorero está ubicado a 20 minutos de Barquisimeto, en el Municipio Jiménez. Sus coordenadas son Latitud: 9.98657 Longitud: -69.5679. El clima reinante en este territorio es cálido y de pocas precipitaciones, entre 400 y 500mm/a. La temperatura media anual es de 25,5 °C con oscilaciones entre los 25 y 38 °C.

## Hidrografía
Hidrológicamente la región de Tintorero no tiene ningún accidente reseñable. La reserva de agua subterránea que ha venido siendo explotada desde la antigüedad, es la única fuente de agua del territorio. Para completar los recursos hidráulicos se ha construido el Sistema Hidráulico Yacambú - Quíbor que está destinado a desarrollar la relevante actividad agrícola de la zona. 
Sistema Hidráulico Yacambú - Quíbor, un proyecto que se realizó entre los años 1973 y 1974, comenzándose en 1989. El proyecto trata de la construcción de una presa en el río Yacambu y las conducciones hidráulicas correspondientes para abastecer de agua al Valle de Quíbor, a la ciudad de Barquisimeto y sus zonas aledañas, además de a otras regiones cercanas como Acarigua - Araure. La capacidad con la que se ha diseñado el sistema es de 330Mm/a destinando un 30% para el consumo humano y el resto para regadío.

## Economía
Es importante destacar que la principal actividad económica de Tintorero es la artesanía en el cual se destacan mayormente los telares, aunque no es la única, pues también hay quienes trabajan la madera y la arcilla, pero ciertamente la predominante es la tela. 
Ahora bien, la actividad textil de tintorero ha mermado un poco, esto debido a la escasez y dificultad de adquirir recursos (hilo principalmente) y la poca comercialización de los productos elaborados.
En tintorero existe una aldea artesanal bien organizada y de fácil acceso, tanto por la autopista Lara-Zulia como por la salida norte del poblado, en ella se pueden comprar diversos tipos de artesanías regionales y de diferentes partes del país, en ocasiones podrás encontrarte con el artesano y hablar con ellos de sus trabajos, métodos y de cualquier tipo de tema relacionado con la tradicional elaboración de sus piezas. 
Tintorero también cuenta desde hace ya varios años y de forma ininterrumpida con su Feria Internacional de Artesanías, la cual para el 2014 será la número veintitrés, y se efectúa regularmente en el mes de agosto. Este evento reúne a cientos de artesanos de diferentes lugares del país y del mundo, los cuales exponen sus productos y las últimas tendencias en materia artesanal. En ediciones recientes, la concurrencia ascendía entre los tres mil a cinco mil visitantes diarios, haciendo de esta feria una de las más importantes en su estilo a nivel nacional.

## Historia
En 1546, Juan Pérez de Tolosa fundo un telar en el Tocuyo, tomando en cuenta la tradición de la mano de obra indígena, ejercido desde el periodo prehispánico. El origen de Tintorero es entre finales del siglo XIX y comienzo del siglo XX donde solo existían pocas casas en esa región.La historia del tejido comenzó con Juan Evangelista Torrealba a finales de 1800, sin dejar atrás la herencia de los aborígenes tocuyanos, además fue el hombre que llevó el primer telar a Tintorero. Luego el legado de este oficio llega a las manos de Sixto Sarmiento, quien fue aprendiz de Juan Evangelista. 
Estos dos importantes personajes le dieron el auge a Tintorero con sus reconocimientos y homenajes.El arte de tejer se volvió muy popular y lucrativo para los habitantes de la zona, siendo este solicitado a nivel regional, nacional e internacional, los lugareños se levantaban temprano para urdir y entrelazar los hilos realizando las conocidas hamacas, masayas, mantas entre otros, para después sacarlos a la autopista, exhibirlos y poder venderlos. También se encuentra la casa de la cultura construida en el año 1986 donde se organiza la Feria Internacional de Tintorero cada año.
- Datos: Q16640423
- Multimedia: Tintorero / Q16640423